# Логвиненко, Николай Павлович
Николай Павлович Логвиненко (1920—1974) — майор Советской Армии, участник Великой Отечественной войны, Герой Советского Союза (1943).

## Биография
Николай Логвиненко родился 15 января 1920 года в городе Лебедин (ныне — Сумская область Украины). Окончил семь классов школы и школу фабрично-заводского ученичества, после чего работал слесарем на Днепродзержинском металлургическом заводе, одновременно учился в аэроклубе. В январе 1939 года Логвиненко был призван на службу в Рабоче-крестьянскую Красную Армию. В 1940 году он окончил Качинскую военную авиационную школу пилотов. С июня 1941 года — на фронтах Великой Отечественной войны. Принимал участие в боях на Северо-Западном, Сталинградском, Северо-Кавказском фронтах.
К маю 1943 года капитан Николай Логвиненко командовал эскадрильей 293-го истребительного авиаполка 287-й истребительной авиадивизии 4-й воздушной армии Северо-Кавказского фронта. К тому времени он совершил 245 боевых вылетов, принял участие в 76 воздушных боях, сбив 16 вражеских самолётов лично и ещё 2 — в составе группы (по данным наградного листа), из которых подтверждено документами 9 лично и 3 в группе.
Указом Президиума Верховного Совета СССР от 24 августа 1943 года за «образцовое выполнение боевых заданий командования на фронте борьбы с немецкими захватчиками и проявленные при этом мужество и героизм» капитан Николай Логвиненко был удостоен высокого звания Героя Советского Союза с вручением ордена Ленина и медали «Золотая Звезда» за номером 1144.
К 9 мая 1945 года штурман 293-го истребительного авиационного полка майор Н. П. Логвиненко совершил более 300 боевых вылетов, провёл более 80 воздушных боёв, сбил лично 11 и в группе 3 самолёта противника.
В июле 1946 года в звании майора Логвиненко был уволен в запас. В 1961 году он окончил Донецкий институт советской торговли. Проживал в Киеве, работал директором фабрики-кухни. Умер 7 января 1974 года, похоронен на Лукьяновском военном кладбище Киева.
Был также награждён тремя орденами Красного Знамени, орденами Александра Невского, Отечественной войны 1-й и 2-й степеней, рядом медалей.